# 立陶宛独立战争
立陶宛独立战争，也被称为自由抗争，指的是在第一次世界大战结束后立陶宛为保卫其独立而进行的三场战争，它们分别是：与布尔什维克的战争（1918年12月-1919年8月），与西俄罗斯志愿军之间的战争（1919年6月-1919年12月）以及与波兰进行的战争（1920年8月-1920年11月）。这些战争拖延了国际社会对独立的立陶宛国家的承认及其管理机构的组建进程。

## 背景
在1795年波兰-立陶宛联盟被瓜分之后，立陶宛大公国即遭俄罗斯帝国吞并。19世纪，立陶宛复国思潮开始兴起。而到了20世纪初，推动建立独立的民族国家的运动则愈演愈烈。在第一次世界大战期间，原属于立陶宛的国土自1915年起被德国占领，直到1918年11月战争结束。
1918年2月16日，立陶宛国民大会宣布立陶宛恢复独立，不再从属于任何国家。这一宣言提出立陶宛要民族自决，即在立陶宛人居住的土地上建立起一个国家。起初，德国占领军禁止这一独立宣言的发表。但到了1918年3月23日，德国人又承认了这一宣言。这是因为，德国打算转而建立一批卫星国。但是，德国并没有允许国民大会组建立陶宛军队、警察部队、或任何管理机构。1918年11月11日，德国签署西线停战协定，正式战败，并失去了对立陶宛的控制。由奥古斯丁纳斯·沃尔德马拉斯领导的国民政府建立起来。沃尔德马拉斯签署声明称，由于立陶宛不打算卷入任何战争，因此立陶宛除了小型的民兵组织之外，不需要武装力量。但是，军事冲突很快便爆发，证明其观点颇为不切实际。

## 军队的组建
1918年11月23日，第一条批准组建军队的法案获得通过。由于缺乏资金、武器、弹药、以及有经验的军事长官，立陶宛军队的发展和组建十分缓慢。12月20日，安塔纳斯·斯梅托纳和奥古斯丁纳斯·沃尔德马拉斯一道前往德国寻求援助。1918年底，德国向立陶宛政府支付了1亿德国马克的赔偿金。当时德军正在分批撤退，在他们的协助下，新的立陶宛军队得以组建。但是，两位领导人一同出国使立陶宛的国内局势产生了问题。立陶宛国民大会解散了沃尔德马拉斯的内阁，米科拉斯·斯莱热维丘斯于1918年12月26日出任立陶宛首相并组建内阁。察觉到即将到来的危险的斯莱热维丘斯在几天之后便发表了一个宣言，招募立陶宛男性志愿加入军队保卫国家。
同意入伍的志愿者得到许诺可以无偿获取土地。德国为了履行停战协定中的义务支持立陶宛的独立，曾试图从仍然留在立陶宛境内的部队中组建一支志愿部队，但没有成功。掮客们被派往德国招募志愿者。不久，一个志愿师就组建完毕，他们每人获得的报酬是每天5马克，外加每个月30马克的酬劳。1919年1月，第一批部队开始抵达立陶宛，但一些人之所以被派到这里是因为他们的状况很糟糕。到了1月底，400名志愿者被安置在阿利图斯、约纳瓦、凯代尼艾和考那斯。这些人组成了第46萨克森师的基础，这支部队在3月又被更名为南立陶宛萨克森志愿旅。这个旅包括第18、19、和20团。这些也被称作自由军团的德国部队，最终在1919年7月全部撤离立陶宛。
在成功组建了保卫立陶宛国土的志愿部队之后，立陶宛又于1919年3月5日下达了动员令，以扩充立陶宛的武装力量。动员令面向的对象是出生于1897-1899年的男子。1919年夏末，立陶宛军队已经拥有了8,000人。在随后的战争中，1,700名立陶宛志愿者死亡，超过2,600人负伤，另有800人失踪。历史学家阿尔方萨斯·艾丁塔斯认为总的死亡人数为1,444人。

## 与布尔什维克的战争

布尔什维克军队的推进 (红色箭头)。红线为1919年1月布尔什维克军队的前线。.

1918年11月5日，德国宣布放弃将立陶宛从苏俄并入德国的布列斯特-立陶夫斯克条约。11月13日，苏俄政府也宣布撕毁这一条约。布尔什维克从东方进攻立陶宛，试图阻止其独立并扩散全球无产阶级革命。其尝试在部分国家取得了成功，比如亚美尼亚、阿塞拜疆、格鲁吉亚、白俄罗斯和乌克兰，这些国家都曾短暂独立，但随即就在俄国内战结束后被苏维埃政权控制。不过，在立陶宛的这种尝试却遭遇了失败。
1918年12月8日，一个临时革命政府在首都维尔纽斯成立，其成员全部为立陶宛共产党党员，温察斯·米茨克韦丘斯-卡普苏卡斯担任政府主席。次日，工人苏维埃成立，并宣布其已经控制维尔纽斯。但是，与此同时，沃尔德马拉斯政府和一个波兰委员会也宣称该城在己方控制之下。1918年12月31日，德国人撤离维尔纽斯。1919年1月5日，红军占领维尔纽斯，并继续向西推进。由瓦迪斯瓦夫·韦特科将军指挥的波兰准军事武装在维尔纽斯与红军战斗了五天；立陶宛政府则与德国正规军一道离开了维尔纽斯。1919年1月1日，维尔纽斯以西200公里的希奥利艾当地的共产党人发动叛乱，并组建了一只拥有1000人的萨莫吉希亚团。因此，当红军于1月15日进驻该城时，当地已经有了苏维埃武装。1月18日，苏维埃与德国人签订和约，并划分了边界。这条边界阻拦了布尔什维克武装直接进攻立陶宛第二大城市考那斯的路线，红军不得不借道阿利图斯或凯代尼艾。
由吕迪格·冯·德·戈尔茨率领的德国志愿者抵达立陶宛，驻防在格罗德诺-凯希亚多里斯-考那斯一线，并协助由约纳斯·瓦里亚科伊斯指挥的立陶宛军队在凯代尼艾附近阻止红军的进攻。2月8日，在一次侦察任务中，一位名为波维拉斯·卢克希斯（Povilas Lukšys）的士兵在陶休艾（Taučiūnai）附近阵亡，成为这场战争中第一位阵亡的立陶宛士兵。2月10日，联军夺取了Šėta镇，并迫使红军撤退。这次行动的成功使立陶宛军队士气大振。2月18日上午，驻扎在凯希亚多里斯和热日马里艾的萨克森志愿团遭遇了小规模战斗。紧接着，在2月10日-2月13日的一次攻势中，联军又夺取了耶兹纳斯。遭此失败后，布尔什维克第七步兵团开始溃败，很多士兵逃亡。如果不是德国人拒绝进行追击，这个步兵团本有可能被彻底歼灭。
2月12日，布尔什维克军队对阿利图斯发动了进攻。由于德国部队离开了他们的防区，立陶宛第1步兵团第5、6、7、8连不得不独自面对红军的进攻。在这场战斗中，第一步兵团的指挥官安塔纳斯·若扎帕维休斯成了这场战争中第一位阵亡的立陶宛军官。在指挥官阵亡后，该团开始朝马里扬泊列撤退。在2月14日-15日的夜晚，德国部队重新夺回了阿利图斯。
1918年底，军官波维拉斯·普莱恰韦丘斯与他的兄弟阿莱克桑德拉斯（Aleksandras）一起在斯库奥达斯组建游击队。2月9日，游击队员们宣读了誓言，并于2月16日在镇广场进行了阅兵。此外，在约尼什凯利斯，一只由军官指挥的游击队也组织了起来。

波兰军队的推进（蓝色箭头）,立陶宛军队（暗紫色箭头），拉脱维亚/德国军队（来自西方的白色箭头），爱沙尼亚、拉脱维亚军队（来自北方的白色箭头）。蓝线即波兰军队在1920年5月的前线。

布尔什维克军队向东普鲁士方向的活动使德国颇为忧心，于是派出了由吕迪格·冯·德·戈尔茨率领的德国志愿部队（希奥利艾旅）去夺回连接利耶帕亚、马热伊基艾、拉德维利什基斯和凯代尼艾的铁路线。2月底，立陶宛游击队在德国炮兵的支援下夺取了马热伊基艾和Šėta镇，并追击布尔什维克军队至库尔舍奈。1919年2月27日，德国志愿军协助普莱恰韦丘斯的游击队和在约尼什凯利斯的游击队在洛科附近击败了萨莫吉希亚团。当时，该团隶属于红军第2拉脱维亚国际步兵师。同一天，立陶宛-白俄罗斯苏维埃社会主义共和国宣布成立。1919年3月7日，德国人夺取了库尔舍奈，又分别于11日和12日夺取了希奥利艾和拉德维利什基斯。3月14日，立陶宛游击队和德军占领了舍杜瓦。直到1919年5月31日，德国部队都活跃在战场上。
在凯代尼艾驻防的志愿团解除了对其自身的威胁。3月，这个团开始向附近的城镇进行一些小的“探索”行动。凭借对地理的熟络了解，当地的志愿军成功地将布尔什维克的支持者赶出了拉米加拉、特鲁斯卡瓦和克莱克纳瓦。但不久，这些地区又被布尔什维克夺回。这些向邻近城镇的探索行动直到三月底之前都取得了成功。鉴于他们的成功行动，这个志愿团在3月22日获得了独立帕内韦日斯志愿团的称号。而驻扎在帕内韦日斯和库皮什基斯的布尔什维克武装在接连遭遇失败之后发动了叛乱，之后被从拉脱维亚赶来的红军师镇压。布尔什维克部队的士气越发低落，并于3月19日和24日期间撤离了帕内韦日斯。立陶宛军队在3月26日开进该城，但红军又在4月4日将其夺回。
4月，立陶宛军队开始向维尔纽斯方向移动，先后夺取了扎斯利艾和韦维斯，但他们的攻势却在4月8日停了下来。另一方面，4月19日，波兰军队从布尔什维克手中夺取了维尔纽斯，并迫使他们从内里斯河以南撤回了左翼部队。战线缩短之后，立陶宛军队得以向立陶宛东北部派出更强大的武装力量，并在那里开展军事行动。到了5月3日，独立帕内韦日斯志愿团在萨克森第18志愿团的支援下，巩固了其对西斯开、阿特克西艾和德尔图瓦的控制。他们还攻取了乌克梅尔盖，立陶宛军队一马当先开进了这座城市。
立陶宛在3月初进行了动员，扩充了其军力。4月底，立陶宛军队的指挥链条得以重建。西尔韦斯特拉斯·茹考斯卡斯将军被任命为参谋长，并于5月7日取得了对全部立陶宛军队的指挥权。在接下来的几周里，立陶宛军队进行了彻底的重编，实力得到增强的立陶宛军队此时已有能力将红军击退。茹考斯卡斯决定将立陶宛军队集中于两个地区。第一旅集中在乌克梅尔盖-乌泰纳-扎拉赛地区，被称为乌克梅尔盖集群；第二旅集中在凯代尼艾-帕内韦日斯-罗基什基斯地区，被称为帕内韦日斯集群。作战计划于5月中旬制定完毕。
5月17日，经过重编的立陶宛军队开始了其第一次行动，夺取了库尔科利艾镇。随后他们又在5月19日夺取了阿尼克什奇艾、斯基莫尼斯和阿兰塔。5月22日，立陶宛军队发动了向乌泰纳的攻势，并进抵迪克塔莱村。但这一攻势遭遇了反击，立陶宛军队被迫撤退。立陶宛军队的进攻被迫停滞了数日，阿兰塔-斯基莫尼斯-阿尼克什奇艾一线被夺取。5月31日，立陶宛军队向乌泰纳展开进攻，并于6月2日夺取该城。
帕内韦日斯集群于5月18日向帕内韦日斯发动攻势。19日，这个旅占领了帕内韦日斯和拉古瓦；20日，其野战参谋部转移至帕内韦日斯。这座城市在5月21日-22日顶住了布尔什维克的进攻。5月24日，茹考斯卡斯命令两个集群继续向前推进。帕内韦日斯集群向库皮什基斯发动进攻，并于5月25日占领了苏巴丘斯。5月30日，他们又夺取了罗基什基斯。布尔什维克武装在5月30-31日当晚撤离了库皮什基斯，而立陶宛军队则于6月1日占领了该城。6月10日，立陶宛军队推进到了由拉脱维亚游击队（绿卫队）控制的领土，并为他们补充了弹药。
立陶宛军队继续扩大胜果，到8月底，布尔什维克又在扎拉赛附近被击败。10月2日，立陶宛军队夺取了陶格夫匹尔斯城郊的格里瓦。立陶宛军队在靠近立陶宛-拉脱维亚边界的道加瓦河停了下来，前线也就此巩固。短命的立陶宛-白俄罗斯苏维埃社会主义共和国就此终结。
1920年7月12日，立陶宛与俄罗斯苏维埃联邦社会主义共和国签署了莫斯科条约。苏俄宣布承认立陶宛独立及其对维尔纽斯地区的主权。这一和约没有得到波兰和短命的白俄罗斯人民共和国的承认。一些历史学家认为，尽管与苏俄签署了和约，立陶宛距离被布尔什维克支持的当地共产党武装颠覆的厄运依然只有咫尺之遥。因此，是波兰在波苏战争中的胜利才使得立陶宛避免了这种厄运。

## 与西俄罗斯志愿军之间的战争
西俄罗斯志愿军，也因其领导人为帕維爾·拉法羅維奇·別爾蒙特─阿瓦羅夫而被称作本莫特分子。这支部队中混杂着德国人和俄罗斯人，包括因承诺在俄国内战中对抗布尔什维克而被德意志帝国释放的俄罗斯战俘，以及在德国战败后驻扎在拉脱维亚和立陶宛的波罗的海自由军团成员。这支部队宣称其目的是与高尔察克武装一道对抗布尔什维克，但其主要目标却是要在一战中德国夺取的土地上恢复德国的势力。
最初，本莫特分子主要在拉脱维亚活动。不过到了1919年6月，他们越过立陶宛-拉脱维亚边境并攻取了库尔舍奈镇。当时，由于立陶宛人正在与布尔什维克作战，所以仅仅提出了外交抗议。到了10月，本莫特分子又占领了西立陶宛（萨莫吉希亚）的大片土地,包括希奥利艾、比尔扎伊、和拉德维利什基斯。每次占领一个城镇，本莫特分子都要求当地只能使用俄语作为官方语言。此外，他们也因为热衷抢劫当地居民而臭名昭著，也因此使得当地人开始组建游击队。
1919年10月，立陶宛军队开始对本莫特分子发动进攻，并在11月21-22日于重要铁路枢纽拉德维利什基斯附近取得了一场重要胜利。立陶宛军队还获得了可观的战利品，包括30架飞机和10门加农炮。此后，法国将军亨利·尼赛尔作为协约国代表对双方的冲突进行了干涉，他还监督了德军的撤退。立陶宛军队紧跟在撤退的本莫特分子之后，以防他们继续沿途进行劫掠，并确保他们全部离境。12月15日，本莫特分子全部撤离了立陶宛。

## 与波兰的战争
1920年6月，俄军占领了维尔纽斯。在华沙战役遭遇失败之后，退却中的红军依据7月12日签订的和约将维尔纽斯移交给了立陶宛。为了避免武装冲突，波兰和立陶宛展开了谈判。10月7日，双方签订了苏瓦奇条约。但是，10月8日，就在条约即将正式生效之前，卢茨扬·泽利戈夫斯基将军在波兰领导人约瑟夫·毕苏斯基授意下发动了哗变。维尔纽斯和苏瓦奇地区被席卷。起初，波兰军队并没有遭遇抵抗，随后立陶宛军队的反击被国际联盟军事委员会阻止。由于维尔纽斯被波兰控制，立陶宛政府宣布考那斯为立陶宛的临时首都。关于维尔纽斯归属的争论一直持续到第二次世界大战爆发。

## 泽利戈夫斯基哗变
在泽利戈夫斯基哗变之后，立陶宛军队刚刚开始取得优势，就遭遇了由波兰正规军支持的“叛乱”。这一军事行动也被认为是波兰-立陶宛战争的延续。

### 扩展阅读
- Lesčius, Vytautas. . Vilnius: Vilnius University, General Jonas Žemaitis Military Academy of Lithuania. 2004. ISBN 9955-423-23-4.
- Gimtoji istorija, Nuo 7 iki 12 klasės (Lietuvos istorijos vadovėlis), CD, 2002, ISBN 9986-9216-7-8
- Jonas Rudokas, Bermontianos žlugimas, Veidas, November 25, 2004, No. 48
- Z. Butkus, Kartu su Latvija ir Estija ar atskirai?, Atgimimas, December 12, 1988, No. 10 (10)
- V. Lesčius. Lietuvos kariuomenė nepriklausomybės karuose. Vilnius, 2004.